# Henry W. Edwards

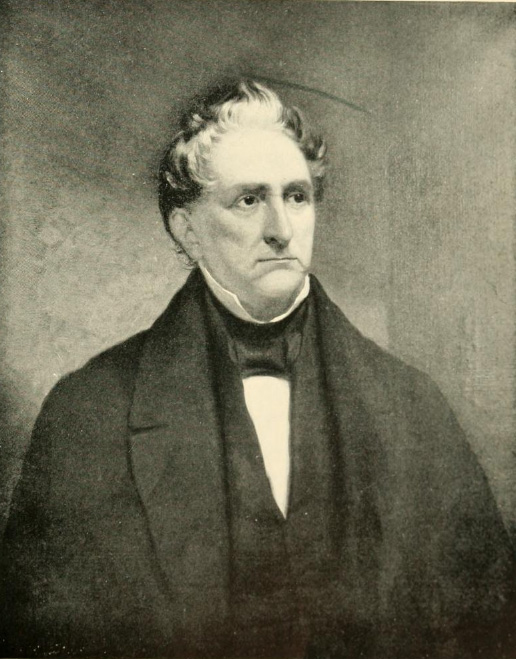
Henry W. Edwards

Henry Waggaman Edwards (* Oktober 1779 in New Haven, Connecticut; † 22. Juli 1847 ebenda) war ein US-amerikanischer Politiker und der zehnte und zwölfte Gouverneur des US-Bundesstaates Connecticut. Er war Mitglied der Demokratischen Partei.

## Leben
Edwards war der Sohn von Pierpont Edwards, der maßgebend für die Bildung der Demokratischen Partei in Connecticut war. Er graduierte 1797 an der Princeton University und erlangte ein rechtswissenschaftliches Diplom (engl. law degree) an der Litchfield Law School. Anschließend ging er der Tätigkeit als Anwalt nach.
Später entschloss sich Edwards in die Politik zu gehen. Er kandidierte 1818 als Demokrat für einen Posten im Repräsentantenhaus von Connecticut und siegte. Er übte dort die Tätigkeit eines Clerk aus. 1830 wurde er erneut in das Abgeordnetenhaus wiedergewählt und hatte dieses Mal den Posten des Speakers inne. Ferner war er von 1819 bis 1823 Mitglied des US-Repräsentantenhauses. Edwards gab dort seine Tätigkeit erst auf, als er in den US-Senat gewählt wurde. Er hatte diesen Posten bis März 1827 inne. Anschließend war er 1828 im Senat von Connecticut tätig. 1832 wählte man ihn zum Vizegouverneur von Connecticut, jedoch wurde ihn das Amt durch die Staatslegislative aberkannt.
Edwards wurde 1833 durch die General Assembly zum Gouverneur von Connecticut gewählt. Er scheiterte 1834 bei seinem Wiederwahlversuch, hatte aber hingegen 1835, 1836 und 1837 Erfolg damit. Während seiner Amtszeit wurde ein Bildungsgesetz bezüglich der Diskriminierung (engl. discriminatory education law) verabschiedet, die Eisenbahnindustrie unterzog sich einem erheblichen Wachstum und der Staat führte 1835 eine geologische Erkundung durch.
Edwards verlor 1838 die demokratische Parteinominierung für das Amt des Gouverneurs von Connecticut und zog sich vom öffentlichen Leben zurück. Gouverneur Henry W. Edwards wurde auf dem Grove Street Cemetery in New Haven beigesetzt.